# Susana Martinez
Susana Martinez (Sinh ngày 14 tháng 7 năm 1959) là chính trị gia người Mỹ. Bà nguyên là Thống đốc của New Mexico. Bà là đảng viên Đảng Cộng hòa Hoa Kỳ, Martinez là nữ thống đốc đầu tiên của New Mexico, cũng như là thống đốc Latina đầu tiên (phụ nữ Tây Ban Nha) đầu tiên ở Hoa Kỳ.
Bà đã là chưởng lý ở đơn vị bầu cử thứ ba của bang New Mexico. Đơn vị bầu cử này bao gồm quận Doña Ana, New Mexico.
Martínez sinh ra và lớn lên ở El Paso, Texas. Bà chuyển tới Las Cruces, New Mexico vào năm 1980. Martínez xuất thân từ tầng lớp trung lưu. Cha cô là một võ sĩ quyền Anh nghiệp dư, người đoạt ba danh hiệu Găng tay vàng trong những năm 1950. Ông là một phó cảnh sát trưởng quận El Paso, Texas.
Chồng của Martínez, Chuck Franco, là một sĩ quan trong hơn 30 năm và giữ chức Undersheriff quận Doña Ana. Martinez đã có một con trai riêng, Carlos, người đã phục vụ trong Hải quân Hoa Kỳ.